# 코파 델 헤네랄리시모 1951
코파 델 헤네랄리시모 1951(스페인어: Copa del Generalísimo de Fútbol 1951)은 현재 코파 델 레이로 알려진 스페인의 축구 컵대회의 47번째 시즌이다.
이 대회는 1951년 4월 29일에 시작되어 1951년 5월 27일에 열린 결승전으로 막을 내렸다. 바르셀로나가 결승전에서 레알 소시에다드를 3-0으로 이기고 통산 10번째 우승을 거두었다.

## 1라운드
| 팀 1            | 합계 | 팀 2                | 1차전 | 2차전 |
| --------------- | ---- | ------------------- | ----- | ----- |
| 데포르티보      | 1–2  | 레알 산탄데르       | 1–0   | 0–2   |
| 레알 소시에다드 | 5–2  | 셀타 비고           | 4–1   | 1–1   |
| 바야돌리드      | 4–7  | 아틀레티코 마드리드 | 4–3   | 0–4   |
| 에스파뇰        | 5–7  | 아틀레티코 빌바오   | 4–2   | 1–5   |
| 레알 마드리드   | 8–3  | 발렌시아            | 3–2   | 5–1   |
| 세비야          | 1–5  | 바르셀로나          | 1–2   | 0–3   |

레알 히혼과 아틀레티코 테투안은 부전승으로 다음 라운드에 진출하였다.

### 1차전
| 1951년 4월 29일 | 데포르티보 | 1–0    | 레알 산탄데르 | 라 코루냐           |  |  |
|                 | 프랑코 15′ | 리포트 |               | 심판: 아센시 마르틴 |  |  |
|                 |            |        |               |                     |  |  |

| 1951년 4월 29일 | 레알 소시에다드                             | 4–1    | 셀타 비고    | 산 세바스티안         |  |  |
|                 | 카에이로 27′ · 이고아 53′ · 알수아 67′, 70′ | 리포트 | 바스케스 61′ | 심판: 트라포테 로페스 |  |  |
|                 |                                             |        |              |                       |  |  |

| 1951년 4월 29일 | 바야돌리드                   | 4–3    | 아틀레티코 마드리드               | 바야돌리드              |  |  |
|                 | 페핀 3′ · 롤로 59′, 62′, 82′ | 리포트 | 훙코사 18′, 74′ · 페레스 파야 22′ | 심판: 바르데리 힐베르트 |  |  |
|                 |                              |        |                                   |                         |  |  |

| 1951년 4월 29일 | 에스파뇰                                          | 4–2    | 아틀레티코 빌바오       | 바르셀로나                |  |  |
|                 | 에헤아 8′, 34′ · 아르카스 14′ · 셀마 25′ (페널티) | 리포트 | 사라 51′ · 아르테체 56′ | 심판: 가르시아 페르난데스 |  |  |
|                 |                                                   |        |                         |                           |  |  |

| 1951년 4월 29일 | 레알 마드리드                                        | 3–2    | 발렌시아         | 마드리드                |  |  |
|                 | 카브레라 39′ · 로케 올센 56′ · 푸차데스 70′ (자책골) | 리포트 | 바데네스 9′, 55′ | 심판: 폼보나 페르난데스 |  |  |
|                 |                                                      |        |                  |                         |  |  |

| 1951년 4월 29일 | 세비야       | 1–2    | 바르셀로나       | 세비야              |  |  |
|                 | 아라우호 34′ | 리포트 | 니콜라우 4′, 31′ | 심판: 아르케 마르틴 |  |  |
|                 |              |        |                  |                     |  |  |

### 2차전
| 1951년 5월 3일 | 레알 산탄데르         | 2–0 (연장전) | 데포르티보 | 산탄데르              |  |  |
|                | 루이스 토로 28′, 119′ | 리포트       |            | 심판: 리베로 레쿠오나 |  |  |
|                |                       |              |            |                       |  |  |

| 1951년 5월 3일 | 셀타 비고    | 1–1    | 레알 소시에다드 | 비고                    |  |  |
|                | 바스케스 43′ | 리포트 | 알수아 48′      | 심판: 사리키에기 이스코 |  |  |
|                |              |        |                 |                         |  |  |

| 1951년 5월 3일 | 아틀레티코 마드리드                         | 4–0    | 바야돌리드 | 마드리드         |  |  |
|                | 에스트루치 10′ · 무히카 13′, 81′ · 칼손 76′ | 리포트 |            | 심판: 비엔소바스 |  |  |
|                |                                             |        |            |                  |  |  |

| 1951년 5월 3일 | 아틀레티코 빌바오                             | 5–1    | 에스파뇰     | 빌바오                  |  |  |
|                | 사라 48′, 55′, 75′, 81′ (페널티) · 가라이 53′ | 리포트 | 아르카스 88′ | 심판: 페레스 로드리게스 |  |  |
|                |                                               |        |              |                         |  |  |

| 1951년 5월 3일 | 발렌시아     | 1–5    | 레알 마드리드                                       | 발렌시아            |  |  |
|                | 바데네스 10′ | 리포트 | 카브레라 6′, 8′ · 로케 올센 32′, 58′ · 소브라도 80′ | 심판: 블랑코 페레스 |  |  |
|                |              |        |                                                     |                     |  |  |

| 1951년 5월 3일 | 바르셀로나                                    | 3–0    | 세비야 | 바르셀로나          |  |  |
|                | 쿠벌러 23′ (페널티) · 페이로 65′ · 바소라 75′ | 리포트 |        | 심판: 하우레기 안소 |  |  |
|                |                                               |        |        |                     |  |  |

## 8강전
| 팀 1                | 합계 | 팀 2          | 1차전 | 2차전 |
| ------------------- | ---- | ------------- | ----- | ----- |
| 아틀레티코 빌바오   | 5–2  | 레알 히혼     | 3–1   | 2–1   |
| 레알 소시에다드     | 6–2  | 레알 산탄데르 | 3–2   | 3–0   |
| 아틀레티코 마드리드 | 1–2  | 레알 마드리드 | 0–1   | 1–1   |
| 아틀레티코 테투안   | 2–7  | 바르셀로나    | 1–3   | 1–4   |

### 1차전
| 1951년 5월 6일 | 아틀레티코 빌바오         | 3–1    | 레알 히혼 | 빌바오            |  |  |
|                | 가인사 6′ · 사라 75′, 80′ | 리포트 | 가로 22′  | 심판: 마론 마르틴 |  |  |
|                |                           |        |           |                   |  |  |

| 1951년 5월 6일 | 레알 소시에다드                         | 3–2    | 레알 산탄데르                    | 산 세바스티안   |  |  |
|                | 온토리아 26′ (페널티), 61′ · 페레스 49′ | 리포트 | 핀 4′ · 루이스 토로 64′ (페널티) | 심판: 아손 로마 |  |  |
|                |                                         |        |                                  |                 |  |  |

| 1951년 5월 6일 | 아틀레티코 마드리드 | 0–1    | 레알 마드리드 | 마드리드                |  |  |
|                |                     | 리포트 | 임베요니 68′  | 심판: 사리키에기 이스코 |  |  |
|                |                     |        |               |                         |  |  |

| 1951년 5월 6일 | 아틀레티코 테투안 | 1–3    | 바르셀로나                  | 테투안              |  |  |
|                | 치차 10′          | 리포트 | 쿠벌러 8′, 13′ · 세사르 42′ | 심판: 아센시 마르틴 |  |  |
|                |                   |        |                             |                     |  |  |

### 2차전
| 1951년 5월 10일 | 레알 히혼  | 1–2    | 아틀레티코 빌바오       | 히혼                  |  |  |
|                 | 캄포스 65′ | 리포트 | 사라 49′ · 아르테체 80′ | 심판: 리베로 레쿠오나 |  |  |
|                 |            |        |                         |                       |  |  |

| 1951년 5월 10일 | 레알 산탄데르 | 0–3    | 레알 소시에다드        | 산탄데르                  |  |  |
|                 |               | 리포트 | 바리나가 22′, 32′, 80′ | 심판: 마사가토스 비카리오 |  |  |
|                 |               |        |                        |                           |  |  |

| 1951년 5월 10일 | 레알 마드리드 | 1–1    | 아틀레티코 마드리드 | 마드리드              |  |  |
|                 | 파이뇨 53′    | 리포트 | 훙코사 64′          | 심판: 히메네스 몰리나 |  |  |
|                 |               |        |                     |                       |  |  |

| 1951년 5월 10일 | 바르셀로나                        | 4–1    | 아틀레티코 테투안 | 바르셀로나          |  |  |
|                 | 세가라 19′ · 쿠벌러 23′, 57′, 60′ | 리포트 | 치차 70′ (페널티) | 심판: 블랑코 페레스 |  |  |
|                 |                                   |        |                   |                     |  |  |

## 준결승전
| 팀 1            | 합계 | 팀 2              | 1차전 | 2차전 |
| --------------- | ---- | ----------------- | ----- | ----- |
| 레알 소시에다드 | 3–0  | 레알 마드리드     | 1–0   | 2–0   |
| 바르셀로나      | 2–1  | 아틀레티코 빌바오 | 0–0   | 2–1   |

### 1차전
| 1951년 5월 13일 | 레알 소시에다드 | 1–0    | 레알 마드리드 | 산 세바스티안       |  |  |
|                 | 아르티가스 83′  | 리포트 |               | 심판: 블랑코 페레스 |  |  |
|                 |                 |        |               |                     |  |  |

| 1951년 5월 13일 | 바르셀로나 | 0–0    | 아틀레티코 빌바오 | 바르셀로나          |  |  |
|                 |            | 리포트 |                   | 심판: 아르케 마르틴 |  |  |
|                 |            |        |                   |                     |  |  |

### 2차전
| 1951년 5월 20일 | 레알 마드리드 | 0–2    | 레알 소시에다드             | 마드리드                |  |  |
|                 |               | 리포트 | 바리나가 19′ · 카에이로 73′ | 심판: 사리키에기 이스코 |  |  |
|                 |               |        |                             |                         |  |  |

| 1951년 5월 20일 | 아틀레티코 빌바오 | 1–2    | 바르셀로나               | 빌바오              |  |  |
|                 | 파니소 81′        | 리포트 | 니콜라우 4′ · 세사르 29′ | 심판: 아센시 마르틴 |  |  |
|                 |                   |        |                          |                     |  |  |

## 결승전
| 팀 1       | 결과 | 팀 2            |
| ---------- | ---- | --------------- |
| 바르셀로나 | 3–0  | 레알 소시에다드 |

| 바르셀로나                   | 3–0               | 레알 소시에다드 |
| ---------------------------- | ----------------- | --------------- |
| 세사르 31′, 67′ · 곤살보 44′ | 리포트 (스페인어) |                 |

| 코파 델 헤네랄리시모 1951 우승 |
| ------------------------------ |
| 바르셀로나 10번째 우승         |

## 득점 집계
| 이름                 | 골 | 구단                |
| -------------------- | -- | ------------------- |
| 텔모 사라            | 8  | 아틀레티코 빌바오   |
| 쿠벌로 라슬로        | 6  | 바르셀로나          |
| 사비노 바리나가      | 4  | 레알 소시에다드     |
| 세사르 로드리게스    | 4  | 바르셀로나          |
| 로케 올센            | 3  | 레알 마드리드       |
| 라파엘 알수아        | 3  | 레알 소시에다드     |
| 에밀리오 루이스 토로 | 3  | 레알 산탄데르       |
| 롤로                 | 3  | 바야돌리드          |
| 마테오 니콜라우      | 3  | 바르셀로나          |
| 호세 훙코사          | 3  | 아틀레티코 마드리드 |

출처: BD푸트볼